# Hongfloden
Hongfloden eller Hong He (洪河) är en flod i Kina. Det ligger i provinsen Henan, i den centrala delen av landet, 800 km söder om huvudstaden Peking. Hongfloden är en biflod till Huaifloden.